# Groupe Cobredia
 (juillet 2024).
La mise en forme du texte ne suit pas les recommandations de Wikipédia : il faut le « wikifier ».
Les points d'amélioration suivants sont les cas les plus fréquents :
- Les titres sont pré-formatés par le logiciel. Ils ne sont ni en capitales, ni en gras.
- Le texte ne doit pas être écrit en capitales (les noms de famille non plus), ni en gras, ni en italique, ni en « petit »…
- Le gras n'est utilisé que pour surligner le titre de l'article dans l'introduction, une seule fois.
- L'italique est rarement utilisé : mots en langue étrangère, titres d'œuvres, noms de bateaux, etc.
- Les citations ne sont pas en italique mais en corps de texte normal. Elles sont entourées par des guillemets français : « et ».
- Les listes à puces sont à éviter, des paragraphes rédigés étant largement préférés. Les tableaux sont à réserver à la présentation de données structurées (résultats, etc.).
- Les appels de note de bas de page (petits chiffres en exposant, introduits par l'outil «  Source ») sont à placer entre la fin de phrase et le point final[comme ça].
- Les liens internes (vers d'autres articles de Wikipédia) sont à choisir avec parcimonie. Créez des liens vers des articles approfondissant le sujet. Les termes génériques sans rapport avec le sujet sont à éviter, ainsi que les répétitions de liens vers un même terme.
- Les liens externes sont à placer uniquement dans une section « Liens externes », à la fin de l'article. Ces liens sont à choisir avec parcimonie suivant les règles définies. Si un lien sert de source à l'article, son insertion dans le texte est à faire par les notes de bas de page.
- La présentation des références doit suivre les conventions bibliographiques. Il est recommandé d'utiliser les modèles {{Ouvrage}}, {{Chapitre}}, {{Article}}, {{Lien web}} et/ou {{Bibliographie}}. Le mode d'édition visuel peut mettre en forme automatiquement les références.
- Insérer une infobox (cadre d'informations à droite) n'est pas obligatoire pour parachever la mise en page.

Pour une aide détaillée, merci de consulter Aide:Wikification.
Si vous pensez que ces points ont été résolus, vous pouvez retirer ce bandeau et améliorer la mise en forme d'un autre article.
Le Groupe Cobredia est une entreprise française fondée en 1924 opérant dans la distribution automobile,.

## Activité
Cobredia (COmpagnie BREtonne de DIffusion Automobile) est un groupe de distribution automobile actif principalement en Bretagne. L’entreprise distribue et entretient les véhicules de plusieurs marques, notamment : Volkswagen, Toyota, Mercedes-Benz, Audi, Citroën, Fiat, Lexus, Jeep et Abarth.

## Histoire
En 1924, François Picard, ancien mécanicien dans la marine, prend une retraite anticipée pour ouvrir un garage de réparation automobile à Lesneven. En 1957, son fils, Gabriel, ouvre le Garage Saint-Christophe à Brest, qui va obtenir la représentation des marques Volkswagen et Mercedes-Benz. Par la suite, Jacques, le fils de Gabriel, assume la direction de l’entreprise familiale. En 1968, il fonde Cobredia et étend progressivement le groupe en périphérie de Brest, en acquérant des concessions jusqu’à Saint-Brieuc et Quimper.
Jacques Picard transmet la gestion du groupe à ses fils, Ronan et François, en 2004.
Le Groupe Cobredia réussit à obtenir la représentation des marques Toyota en 1999 puis Citroën en 2005.
Le groupe réalise un chiffre d’affaires de 350 millions d’euros en 2015,.
En novembre 2016, le Groupe Cobredia annonce le rachat de Delourmel Automobiles, Mercedes-Benz à Rennes, Saint-Malo et Laval. Il opère désormais sur la Bretagne et la Mayenne,.
En 2017, Ronan Picard cède ses parts à son frère François, qui lui succède à la présidence du groupe Cobredia.
En 2018, le Groupe Cobredia rachète Sofiland,.
Début 2019, le Groupe Cobredia lance une école de formation, la Cobredia Academy,.
En septembre 2021, le Groupe Cobredia transfère son siège social de Brest à Rennes,.
En décembre 2022, le Groupe Cobredia annonce l’acquisition du Groupe Hamon Automobiles, implanté à Lannion, Saint-Brieuc et Yffiniac,,.
En juin 2023, le Groupe Cobredia inaugure une nouvelle concession MG Motor à Theix, dans le Morbihan,.
En octobre 2023, le Groupe Cobredia acquiert les concessions Mercedes-Benz du groupe Allannic, implantées à Lorient, Pontivy et Vannes,.
En 2024, le groupe lance Cobredia Mobility.

## Sponsoring
En juillet 2019, le Groupe Cobredia devient, pour une période de 3 ans, sponsor officiel du Stade Rennais,.